# Phthiridium nuditerga
Phthiridium nuditerga är en tvåvingeart som först beskrevs av Oskar Theodor 1967.  Phthiridium nuditerga ingår i släktet Phthiridium och familjen lusflugor. Inga underarter finns listade i Catalogue of Life.